# Mátyás-hegy
A Mátyás-hegy a Budai-hegység egyik magaslata Budapest belterületén, közelebbről a Hármashatár-hegy tömbjében, a 495 méter magas főcsúcs egyik déli előhegye. Legmagasabb pontja, mely 301 méter magasságig nyúlik, a III. kerületben, az Óbuda hegyvidéke összefoglaló nevet viselő városrész területén található, névadója az ezen belül elkülönülő Mátyáshegy városrésznek.

## Leírása
A viszonylag alacsony, de meredek lejtőkkel határolt hegy a 21. századra eléggé körbeépült, de főtömege ma is beépítetlen. A környező hegyekhez hasonlóan részben felső triász kori fődolomit, részben szaruköves mészkő alkotja, amikre nummuliteszes mészkő és fosszíliákban gazdag márga rakódott. Az értékes építőanyagnak számító kőzeteket a múltban intenzíven bányászták, amire több, nagy kiterjedésű bányaudvar emlékeztet jelenleg is. Tömbjében nagy számú kisebb-nagyobb barlang található.

## Fekvése
A Hármashatár-hegy tömbjét alkotó magaslatok egyik utolsó képviselője délkeleti irányban. Déli és nyugati oldala a Szép-völgyre néz, északi és keleti lejtői Óbuda központja felé futnak le. Legközelebbi szomszédja északnyugat felől a 351 méter magas Remete-hegy.

## Megközelítése
Budapesti közösségi közlekedéssel a 165-ös busszal vagy a 65-ös busszal közelíthető meg, de egy kiadósabb sétával gyalog is bárki könnyen eljuthat a hegyre, illetve  annak kőbányáihoz, a Szépvölgyi út vagy a Kiscelli utca irányából.